# Маунтин Лејк (Њу Џерзи)
Маунтин Лејк (енгл. Mountain Lake) насељено је место без административног статуса у америчкој савезној држави Њу Џерзи.

## Демографија
По попису из 2010. године број становника је 575.
| Група             | 2000.    | 2010.       |
| Белци             | 0 (0,0%) | 539 (93,7%) |
| Афроамериканци    | 0 (0,0%) | 3 (0,5%)    |
| Азијати           | 0 (0,0%) | 8 (1,4%)    |
| Хиспаноамериканци | 0 (0,0%) | 14 (2,4%)   |
| Укупно            | 0        | 575         |